# Клинова Маша Володимирівна
Маша Володимирівна Клинова (Ярмолинська) (івр. מאשה קלינובה; рос. Маша Владимировна Клинова (Ярмолинская); нар. 18 листопада 1968, Одеса) — ізраїльська шахістка, майстриня спорту СРСР (1987), гросмейстерка (1996) серед жінок та міжнародна майстриня (2002). Міжнародна арбітриня з шахової композиції (2014).

## Біографія

### Раннє життя
Маша Ярмолинська народилася 18 листопада 1968 року в місті Одеса. Закінчила філологічний факультет Одеського університету.

### Кар'єра
З 1991 року живе в Ізраїлі. У складі збірної Ізраїлю брала участь у десяти Олімпіадах (1994-2002, 2006-2014) і восьми командних чемпіонатів Європи (1992-1997, 2003-2007, 2011-2013, 2017). Чемпіонка Ізраїлю (1992).

## Особисте життя
Маша Ярмолинська вийшла заміж за Юрія Миколайовича Клинова, шахіста, та змінила своє прізвище.